# Oreczka australijska
Oreczka australijska (Orcaella heinsohni) – gatunek ssaka z rodziny delfinowatych (Delphinidae). Zamieszkuje północne wybrzeża Australii oraz zachodnie i południowe wybrzeża Nowej Gwinei. Występuje na terenach płytkich, najczęściej do 6 km od brzegu. Z powodu trudów w obserwacji jest stosunkowo słabo poznany. Wpisany do Czerwonej księgi gatunków zagrożonych jako bliski zagrożenia (NT). Największymi zagrożeniami dla oreczki australijskiej są degradacja środowiska oraz rybołówstwo. Długo uważano gatunek ten za południową subpopulację oreczki krótkogłowej. Dopiero w 2005 roku, dzięki badaniom George'a Heinsohna wyodrębniono nowy takson.

## Taksonomia

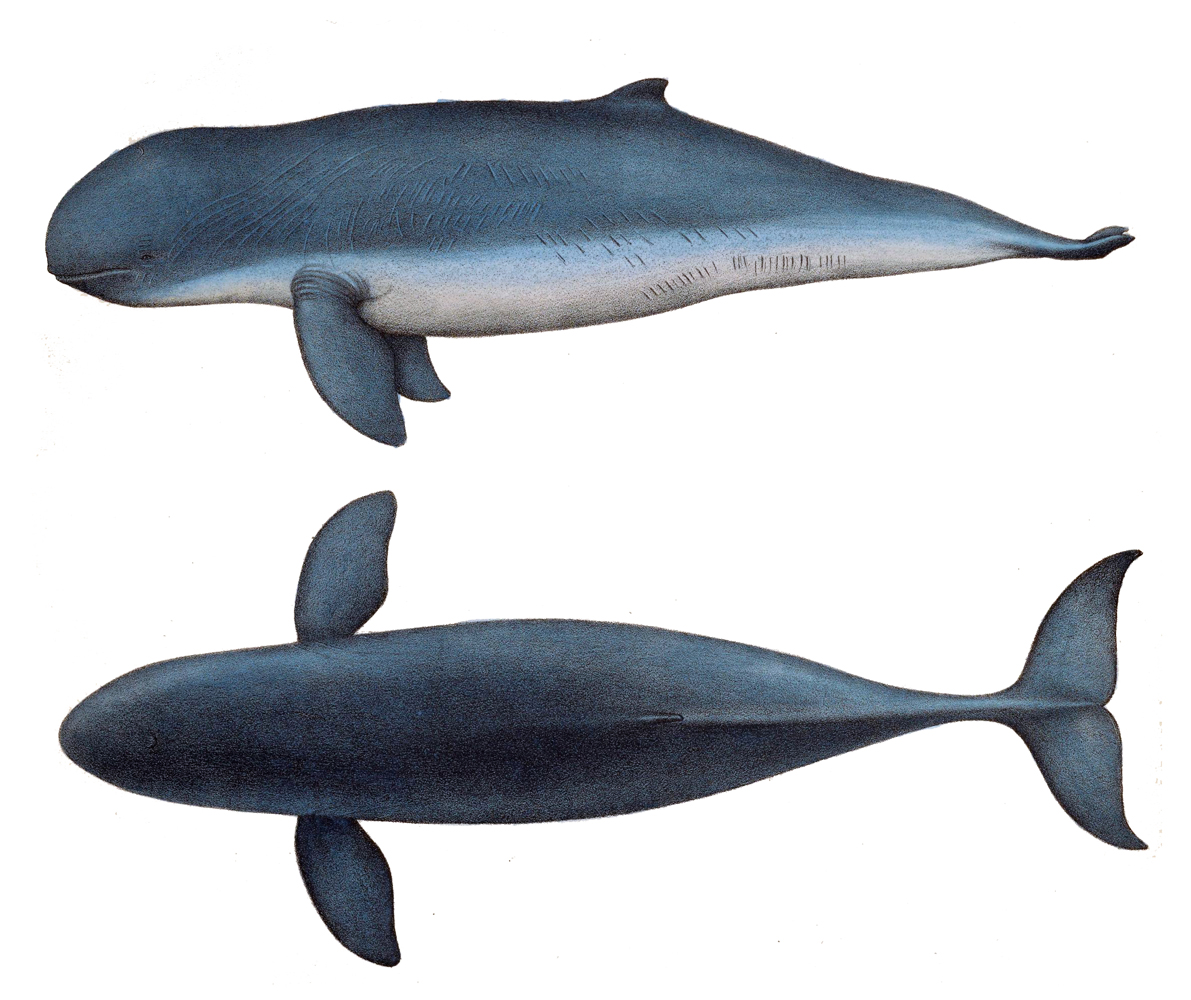
Oreczka australijska została wyłoniona z oreczki krótkogłowej

W 1866 roku sir Richard Owen, bazując na badaniach przeprowadzonych na osobniku złowionym nieopodal Visakhapatnam, na wschodnim wybrzeżu Indii, opisał nowy gatunek walenia – oreczkę krótkogłową. Przez długi czas naukowcy uważali, iż oreczka krótkogłowa zamieszkuje zarówno południowo-wschodnie wybrzeża Azji, jak i północne wybrzeża Australii. George Heinsohn, specjalista od ssaków morskich z Uniwersytetu Jamesa Cooka, który pod koniec XX wieku zajmował się szerokopasmowymi badaniami oraz pozyskiwaniem okazów waleni dla potrzeb naukowych, wysunął tezę, iż zwierzęta tworzące dwie populacje mogą tak naprawdę okazać się przedstawicielami dwóch odmiennych, blisko spokrewnionych gatunków. Teza ta opierała się jedynie na różnicach morfologicznych. Isabel Beasley z Uniwersytetu Jamesa Cooka i Peter Arnold z Museum Queensland wysłali próbki DNA pozyskane z dwóch populacji O. brevirostris do Południowo-Zachodniego Centrum Badań nad Rybołówstwem w kalifornijskim La Jolla, należącego do Amerykańskiej Narodowej Służby Oceanicznej i Meteorologicznej. Wyniki badań potwierdziły wcześniejsze założenia Heinsohna. 
W 2005 roku Beasley, Robertson i Arnold utworzyli oraz opisali nowy takson O. heinsohni. Holotyp gatunku o numerze katalogowym QM JM4721 (JUCU MM61) został wyłowiony z sieci rybackich w Zatoce Horseshoe 21 kwietnia 1972 roku. Był to samiec, który w chwili śmierci miał około 11 lat. Nazwa gatunkowa honoruje zasługi George'a Heinsohna.

## Wygląd
Oreczka australijska jest podobna do oreczki krótkogłowej (Orcaella brevirostris), ale w przeciwieństwie do swojego krewniaka nie posiada wyraźnej bruzdy dorsalnej. Ponadto odróżnia go zabarwienie skóry. Grzbiet oreczki australijskiej jest koloru szaro-brunatnego, boki ciała są lekko jaśniejsze, a podbrzusze białe. Niektóre osobniki posiadają jaśniejsze ubarwienie, czyli szary grzbiet i jasnoszare boki. Skóra gładka, pokryta produkowanym w gruczołach śluzem, który zmniejsza opór podczas poruszania się w wodzie. Ciało wydłużone, wrzecionowate pokryte grubą warstwą tkanki skórnej i mięśniowej. Głowa tępo ścięta z przodu o zaokrąglonym lub bulwiastym kształcie. Na przodzie głowy delfin posiada wyraźnie zaznaczoną poduszkę powietrzną (melon), czyli okrągły narząd odgrywający rolę w echolokacji. Na czubku głowy znajduje się nozdrze. Dziób nie występuje. W szczękach zwierzęcia znajduje się 68 centymetrowych, stożkowatych zębów, 38 w szczęce i 30 w żuchwie. Linia warg jest prosta z lekkim zakrzywieniem ku dołowi na końcach. Mózg proporcjonalnie duży w porównaniu do reszty ciała. Płetwa grzbietowa mała i zaokrąglona na szczycie z delikatnym zagięciem z tyłu. Płetwy brzuszne duże, z przodu zaokrąglone, z tyłu ścięte. Na końcu ogona znajduje się fałd skórny, pełniący funkcję poziomej płetwy ogonowej. Dorosłe osobniki osiągają długość od 2,3 m (samice) do 2,7 m (samce) i wagę do 130 kilogramów.

## Występowanie
Delfiny z rodzaju Orcaella preferują płytkie wody stref przybrzeżnych lub lekko zasolone ujścia rzek. Oreczka australijska występuje na północnym zachodzie Nowej Gwinei, w południowych wodach Nowej Gwinei (od Merauke na zachodzie do wód Zatoki Papui) oraz na północy Australii (od Broome (Australia Zachodnia) na zachodzie do ujścia rzeki Brisbane (Queensland) na wschodzie). Można go spotkać również na otwartych wodach Morza Arafura, rzadziej Morza Koralowego. Zasięg występowania O. heinsohni obejmuje północ prehistorycznego kontynentu Sahul, w przeciwieństwie do delfina krótkogłowego, który zamieszkuje południowe krańce prehistorycznego lądu Sunda.

### Środowisko
Oreczki australijskie unikają wód o głębokości mniejszej niż 2,5 metra oraz większej niż 18 metrów, preferując wody o głębokościach pomiędzy tymi wielkościami. Upodobanie do życia w płytkich przybrzeżnych wodach tropikalnych wiąże się prawdopodobnie z bogactwem pokarmowym tych wód. Zwierzęta te bardzo rzadko wpływają na głębokie wody mórz, stosunkowo często występują jednak w mającej do kilkuset metrów głębokości wodach zatoki Cleveland. Obserwacje z powietrza dowiodły, iż oreczka australijska występuje najczęściej na obszarach oddalonych od brzegu o 6–10 km. Zwierzęta te wpływają czasami do ujść, lub nawet w dolny bieg większych rzek. Wynurzenie jest krótkie, lecz systematyczne. Podczas pobierania powietrza zwierzę eksponuje na powierzchni jedynie mały skrawek głowy oraz szczyt płetwy grzbietowej – dlatego oreczka australijska jest tak trudna w obserwacji.

### Migracje
Oreczka australijska nie odbywa dalekodystansowych migracji. W 1989 roku Freeland i Bayliss uznali, że delfin krótkopyski odbywa coroczne migracje z północy na południe i na odwrót. Jednakże po wyodrębnieniu nowego gatunku w 2005 roku, okazało się, iż było to błędne założenie, oparte na obserwacji zarówno delfina krótkopyskiego występującego na północy, jak i Orcaella heinsohni zamieszkującego południowe obszary dawnego, mylnie wyznaczonego zasięgu O. brevirostris. Parra i inni w 2006 roku udowodnili, iż oreczka australijska spędza cały rok kalendarzowy na tych samych obszarach.

## Wielkość populacji
Bardzo mało wiadomo o wielkości populacji tego gatunku. Do jej określenia używa się (jak w przypadku innych waleni) standardowych, lotniczych technik obserwacji. Dzięki nim zaobserwowano, iż główne skupiska O. heinsohni zamieszkują północne wybrzeże Australii. Na wodach przyległych do Nowej Gwinei odnotowano jedynie nieliczne, pojedyncze obserwacje osobników tego gatunku. Głównym siedliskiem oreczki australijskiej jest zatoka Karpentaria, w której według oszacowań żyje około 1 tys. zwierząt. Największe skupisko O. heinsohni zamieszkuje zatokę Blue Mud. Jednakże dane te są już przestarzałe, oparte na badaniach sprzed 20 lat, dlatego też do ich potwierdzenia potrzebne są kolejne badania.
Najnowsze dane przedstawił Parra wraz z innymi w 2006 roku. Naukowcy dzięki obserwacjom z powietrza i wykonanym w ten sposób zdjęciom w latach 1999–2002 w Zatoce Cleveland na północnym wschodzie Queensland otrzymali ogólny obraz wielkości populacji oraz szybkości jej przyrostu. W 2000 roku zaobserwowano 76 osobników, w 2001 64 osobniki oraz 67 osobników w roku 2002. Z powodu małego zasięgu badań Parra wraz z współpracownikami wykazali, że przyrost populacji na przestrzeni sześciu lat na badanych obszarach wyniósł 5%, a na przestrzeni ostatnich 2 lat, aż 20%. Naukowcy ustalili także, że w przybliżeniu wielkość populacji gatunku oreczki australijskiej wynosi obecnie od kilku do kilkunastu tysięcy osobników. W latach 1987–1995, na wschodzie Queensland podczas lotniczych poszukiwań zaobserwowano 29 osobników, a podczas poszukiwań prowadzonych na tym samym obszarze w 2002 roku za pomocą łodzi zaobserwowano 22 dorosłe osobniki.

## Pożywienie
Badania zmierzające do ustalenia szczegółowej diety trwają od końca lat 80. XX wieku. Wcześniej uważano, że delfiny z rodzaju Orcaella odżywiają się (podobnie jak inne delfinowate) głównie rybami oraz głowonogami. Szczegółowe informacje i statystyki zostały opublikowane w 2009 roku. Badania, które opisuje opracowanie Guido J. Parra'ego i innych, dotyczyły danych zebranych pomiędzy latami 1970–2008. Naukowcy badali zawartość żołądków 14 martwych osobników (pięciu samic, siedmiu samców i dwóch osobników młodocianych o nieokreślonej płci) wyrzuconych na brzeg w okolicy Townsville, w północno-wschodnim Queensland. Zwierzęta zginęły prawdopodobnie poprzez zaplątanie w sieci chroniące kąpieliska przez rekinami. Treść żołądków została przepłukana i przepuszczona przez filtry kolejno o gęstości 1 mm i 0,5 mm. Dzięki tej technice naukowcy zebrali nie tylko łuski, chrząstki i kostki, ale również małe rybie otolity, dzioby drobnych głowonogów oraz niestrawione fragmenty pancerzy skorupiaków. Eksponaty trafiły do trzech placówek: Muzeum Queensland, Muzeum Wiktorii i Uniwersytetu Jamesa Cooka. Pozyskiwaniem szczegółowych informacji zajęli się naukowcy z poszczególnych dziedzin, w tym: Jeffrey Johnson, specjalista od ryb, dr Peter Davies, ekspert z dziedziny skorupiaków, obaj z Muzeum Queensland, oraz dr Mark Norman z Muzeum Wiktorii, specjalizujący się w mięczakach. Naukowcy, dzięki danych uzyskanych po oznaczeniu poszczególnych okazów, stworzyli szczegółowy zarys diety oreczki autsralijskiej. Na podstawie liczby osobników danego gatunku uzyskali procentowe dane ukazujące udział poszczególnych rzędów i rodzin stworzeń morskich w odżywianiu się tego gatunku. Eksperci z australijskich muzeów ustalili, że spośród 1353 okazów około 65% stanowiły ryby, głównie z rzędów śledziokształtnych i okoniokształtnych, a 34% głowonogi, głównie mątwy z rodzaju Sepia oraz kałamarnice z rodzaju Uroteuthis. Pozostały procent stanowiły pancerzowce z rzędu dziesięcionogów oraz małże. Spośród ryb przeszło 36% stanowił rodzaj Apogon. Większość osobników posiadała w żołądkach zarówno szczątki ryb jak i głowonogów, choć dwa z nich posiadały jedynie rybie pozostałości. Jeden z osobników, wyłowiony 9 września 2007 roku w okolicy Gladstone, nie posiadał żadnych szczątków niestrawionego pokarmu, zarówno w żołądku, jak i innych częściach przewody pokarmowego. Uważa się, iż pomimo licznych okaleczeń spowodowanych z pewnością przez rekiny osobnik ten zdechł zapewne z głodu.

## Rozmnażanie
Niewiele wiadomo na temat rozmnażania oreczki australijskiej, ponieważ w środowisku naturalnym ich obserwacja jest trudna. Większość informacji na ten temat pochodzi z obserwacji najbliższych mu krewnych, w tym oreczki krótkogłowej. Ssaki z rodzaju Orcaella żyją w małych grupach liczących od 6 do 8 osobników. Przypuszcza się, że zwierzęta te krzyżują się najczęściej z osobnikami grupy rodzinnej, do której same należą. Gody odbywają się pomiędzy grudniem a czerwcem. Prawdopodobnie, podobnie jak u innych delfinowatych, jeden lub dwa samce rywalizują o względy u większej liczby samic za pomocą popisów. Ciąża trwa w przybliżeniu 14 miesięcy.

### Opieka nad młodymi
Poród trwa od 1 do 4 godzin. Młode po urodzeniu mierzą niecały metr i ważą około 13-15 kilogramów. W ciągu pierwszych 7 miesięcy rosną o około 60%, zwiększając przy tym masę o ponad 230%, nawet do 1 kilograma dziennie. Od chwili urodzenia do ukończenia 2 lat młode pożywiają się głównie mlekiem matki, choć już po upływie pół roku od narodzin mogą przyjmować pokarm rybny. Młode uczą się zdobywać pokarm, czyli polować, dzięki obserwacji zachowań matki. Osobniki młodociane osiągają dorosłość po około 4-5 latach. Naukowcy uważają, iż dojrzałość płciowa pokrywa się z osiągnięciem dorosłych rozmiarów. Długość życia to około 25-32 lata. Osobniki trzymane w niewoli żyją znacznie krócej.

## Zagrożenia

### Degradacja środowiska

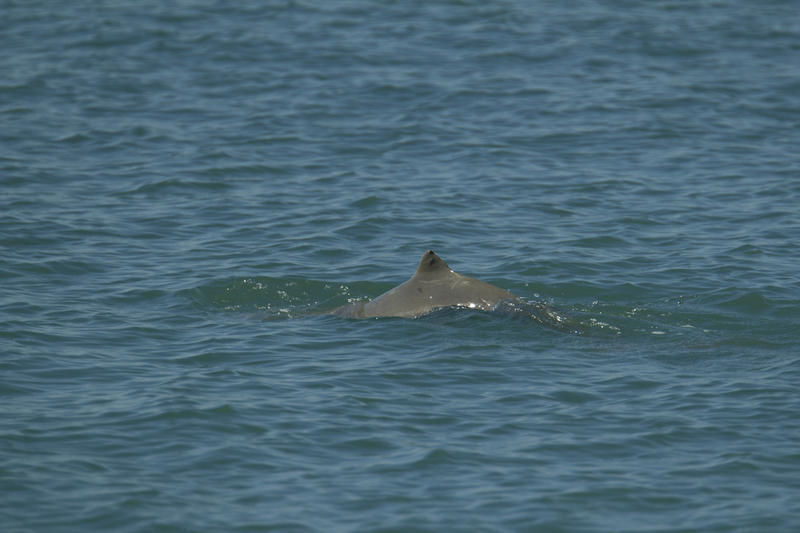
Uchwycony moment wynurzenia

Głównym zagrożeniem dla oreczki australijskiej jest zniszczenie lub utrata środowiska, w którym żyją, czyli płytkich akwenów wzdłuż północnej Australii oraz zachodniej i południowej części wybrzeża Nowej Gwinei. Najsilniejszy wpływ na te tereny wywiera działalność ludzka, głównie przemysł związany z wydobywaniem gazu ziemnego i ropy naftowej. Mniejszy wpływ na degradację środowiska naturalnego północnej Australii ma górnictwo nabrzeżne, rozwój portów, intensywny rozwój rolnictwa przy ujściach rzek, turystyka oraz rozwój działalności rekreacyjnej. Na północnych terenach w okolicy Wickham Point ma miejsce podwodne wydobycie gazu ziemnego. Intensywne działania wydobywcze wpływają na zmienianie środowiska na tych obszarach. Duży wpływ na populację O. heinsohni mają roboty ziemne w okolicy ujścia rzeki McArthura w zachodniej części Zatoki Karpentaria służące budowie portu handlowego. Zwierzęta są płoszone przez maszyny i statki przebywające na tych terenach. Na wybrzeżu Zachodniej Australii wpływ na środowisko, w którym żyje oreczka australijska, ma wydobycie rudy żelaza oraz podwodnych złóż ropy naftowej. Według badań z 2002 roku nieznaczny wpływ na degradację środowiska wywierają badania sejsmiczne oraz poszukiwania nowych złóż paliw kopalnych.

### Rybołówstwo
Delfiny bardzo często wpadają w sieci rybaków. Dużym zagrożeniem dla północnoaustralijskich delfinów, w tym oreczek australijskich, są połowy barramundi (Lates calcarifer), ryb z rodziny wiciakowatych, wiciaka wielkiego (Eleutheronema tatradactylum) i Polynemus sheridani oraz rozstawianie nieodpowiednich sieci, mających chronić ludzi wypoczywających na kąpieliskach przed rekinami. W latach 1967–1987 aż 520 delfinów zginęło przez zaplątanie w sieci rybackie wzdłuż wybrzeża Queensland. Dużą część z nich stanowili przedstawiciele oreczki australijskiej. Od 1993 do 2003 roku w sieci zaplątało się osiem delfinów, z czego śmierć poniosło aż pięć. Zmniejszenie liczby śmiertelnych wypadków wiąże się z zastosowaniem przez rybaków nowych, bezpiecznych dla żółwi i delfinów sieci. Sieci chroniące kąpieliska przed rekinami są obecnie również zagrożeniem dla tego gatunku – z powodu zaplątania w nie w latach 1979-2002 zginęło 30 osobników. Większość przypadków tego typu ma miejsce w okolicy Townsville.

## Ochrona
Oreczka australijska została wpisana do II Aneksu Konwencji o Gatunkach Migrujących (CMS) nt. Gatunków Migrujących Chronionych Prawnie oraz do I Aneksu Międzynarodowej Konwencji ds. Handlu Zagrożonymi Gatunkami (CITES). Umieszczono ją również przez Międzynarodową Unię Ochrony Przyrody i Jej Zasobów (IUCN) na Czerwonej Liście jako gatunek bliski zagrożenia (NT). Badania wykazują, iż w naturalnym środowisku może żyć nie dużo więcej niż 10 000 osobników. O. heinsohni ma ograniczony zasięg występowania, a środowisko, które preferuje, w dużym stopniu degradowane jest przez działalność człowieka. W związku z tym podkomisja do spraw małych waleni Międzynarodowej Komisji Wielorybnictwa (IWC) zarządziła przeprowadzenie kolejnych badań mających określić dokładny zasięg jego występowania, zabrać najnowsze dane odnośnie do wielkości populacji i określić dokładnie wielkość obszarów preferowanych przez O. heinsohni oraz ich cechy oceanograficzne, biologiczne i batymetryczne. Trwają dyskusje nad umieszczeniem tego gatunku jako gatunek o stosunkowo wysokim ryzyku wymarcia (VU) lub gatunek zagrożony (EN) na Czerwonej Liście IUCN.